# まだらの紐
「まだらの紐」（まだらのひも、The Adventure of the Speckled Band）は、イギリスの小説家、アーサー・コナン・ドイルによる短編小説。シャーロック・ホームズシリーズの一つで、56ある短編小説のうち8番目に発表された作品である。『ストランド・マガジン』1892年2月号初出。同年発行の短編集『シャーロック・ホームズの冒険』(The Adventures of Sherlock Holmes) に収録された。
1927年3月号の『ストランド・マガジン』で、ドイルはこの作品をホームズの短編の中で第1位に置いている。また、『オブザーヴァー』誌の読者による順位付けでもこの作品が第1位に置かれている。

## あらすじ
物語は、1883年4月初めの事件と正典中に記載がある他、この事件の詳細を秘密にすることを約束した依頼人のヘレン・ストーナーが亡くなったために発表できるようになったとされ、依頼人のヘレン・ストーナーが事件の究明を依頼するため、朝早くにホームズの住居へ来たところから始まっている。
ホームズのもとへやってきたヘレンは不安と恐怖に支配され、依頼に来るまでの経緯として、家族のことを含む次のことをホームズに話した。
- 双子のヘレンとジュリアのストーナー姉妹は、医師である義父のグリムズビー・ロイロット博士と共にサリー州に所在する邸宅に住んでいたこと。
- 姉妹が子供の頃に亡くなった母の財産は、ロイロット博士が管理しており、姉妹が結婚する際に半分ずつ相続するという条件であったこと。
- 2年前、姉のジュリアの結婚が決まった後、ヘレンはジュリアから「最近、真夜中に口笛の音が聞こえる」と話されたこと、そしてジュリアは結婚する予定日の2週間前に密室状態の自室で「まだらの紐（原語ではspeckled band）」という言葉を遺し、謎の死を遂げたこと。
- 最近、ヘレンの結婚が決まった直後、急に屋敷の改築が行われることになり、ヘレンの部屋が使えなくなったため、やむを得ずジュリアが以前使っていた部屋のベッドでヘレンが寝ていると、かつて姉の死の先触れになったと思われる不穏な物音を聞き、異常なまでの不安と恐怖に駆られたヘレンは、先延ばしにすることなく真相の究明を依頼するため、近くの宿屋で馬車を見付けてウォータールー駅へ行き、汽車に乗ってロンドンのホームズの住所まで来たこと。

ヘレンの話を聞いたホームズは依頼を引き受け、亡きヘレンの母が遺した遺産について調べた後、友人のワトスンと共にロイロット博士の屋敷へ調査に赴き（博士は外出中だった）、現在ヘレンが使っている部屋と隣のロイロット博士の部屋を調査したホームズは、次の内容を始めとするいくつかの不審な点を目にする。
- ヘレンが使っている姉の部屋に、屋外ではなく隣のロイロット博士の部屋に通じている通風孔と、その通風孔に取り付けられた引いても鳴らない呼び鈴の紐があり、呼び鈴の紐の真下になるように部屋の床に釘で厳重に固定されているベッドがあったこと。
- ロイロット博士の部屋には金庫が置いてあり、猫もいないのにミルクの入った皿があった他、先の部分が輪の形に細工された奇妙な鞭があったこと。
- ロイロット博士は以前に暮らしていたインドから、豹やヒヒなどの動物を取り寄せていたこと。

調査で何かを感じていたホームズは、ヘレンに一刻の猶予も許さない命の危険があることを言い含めた上で、その部屋で何が起こるのかを確かめるべく、密かにヘレンとホームズが入れ替わって寝ずの番で調査することを約束する。
約束通り、ヘレンと入れ替わって寝ずの番をしていたホームズとワトスンは、すっかり夜がふけた頃、ヘレンの話にあった口笛の音を聞く。さらに妙な音を聞いたホームズは、突如マッチに着火するなり、ステッキで呼び鈴の引き綱を打ち付ける。すると、その少し後に隣のロイロット博士の部屋から、この世のものとも思えぬ断末魔の叫び声が聞こえて来た。ホームズとワトスンが博士の部屋に入ると、博士の頭にはまだら模様の毒蛇が巻き付いており、博士はその毒蛇に咬まれて絶命していた。
全ては、ストーナー姉妹が結婚する際に渡されるべき母の相続財産を独占するために、姉妹を殺そうとしたロイロット博士の計略であった。凶器は、博士が密かにインドから取り寄せた「インドで最も危険な毒蛇」。それがジュリアが死に際に言い遺した「まだらの紐」の正体であった。博士はこの毒蛇を金庫の中に隠して密かに飼っており、通風孔から呼び鈴の紐を伝って蛇を隣室へ入り込ませ、ベッドの人間に咬み付くように訓練していたのである。さらに、博士はこの犯行を他人に気付かれないよう、口笛の音を合図に蛇が再び博士の部屋へ戻るようにも訓練していた。無論、この殺害方法は1度で成功するとは限らないが、それでも何度か繰り返せばいずれ被害者が蛇に咬まれることは確実である（2年前にジュリアが聞いたという口笛の音は犯行に失敗した時のものだった）。2年前、ベッドが床に固定されていて呼び鈴の紐の真下で眠らざるを得ないジュリアは、ロイロット博士が夜中に通風孔から送り込んだ毒蛇によって殺されたのであった。それに続いて博士はヘレンも同じ方法で殺すため、ヘレンの結婚が決まった際にわざと屋敷の改築工事を始め、ヘレンが問題のベッドで眠らざるを得ないように仕向けたのである。しかし、密かにヘレンと入れ替わったホームズにステッキで打たれた蛇は、驚いて博士の部屋に逃げ戻り、相手かまわず飼い主の博士に咬み付いたのである。皿のミルクは蛇を手なずけるための餌であり、先の部分が輪の形になった鞭は蛇を安全に捕まえるための道具であった。

## タイトルの仕掛け
原題は『The Adventure of the Speckled Band』である。英語のbandには大別して「一団・群れ・楽団」などの意味と、「ひも・帯・ベルト」などの意味の二つの系統がある。タイトルを読んだだけでは、イギリス人の読者にはこのbandがどちらの意味を持っているのか判断できない。作中では露営しているジプシーの一団が登場し、被害者のダイイング・メッセージが「band」であったため、この「ジプシーの一団 (band of gypsies)」にも容疑が向けられる。実際には「まだら模様の蛇」を「まだらの紐」と誤認した発言でありジプシーとは無関係だったが、この時点では読者には分からず、誤誘導される仕掛けになっている。しかし、日本語版では「まだらの紐」と訳されているため、タイトルの段階で謎が明かされてしまっている。

## 毒蛇の謎
作中で、ロイロット博士はミルクを餌にして毒蛇を手なずけ、口笛の音で蛇を操っていたことになっている。しかし、実際にはミルクを餌とする蛇は確認されていないこと、蛇は耳が聞こえないため口笛の音で蛇を操ることは不可能であること、また実際の蛇は紐を伝って上り下りすることもできないことから、作中に登場する毒蛇は実在しない空想上の蛇であると読者たちの間では結論付けられている。また、博士は蛇を金庫の中に隠して飼っていたことになっているが、実際には蛇に限らず生きている動物を金庫の中に入れ扉を閉めると窒息死することは明らかであるため、この点も非科学的であると指摘されている。そもそも蛇は群れを作らず単独で生活する非社会的動物であり、人間に飼われていても犬や馬などの社会的動物と違って飼い主の指示や合図に従う性質はない。
ホームズは作中で問題の毒蛇を「Swamp Adder」と呼んでいるが、クサリヘビ科でSwamp Adderの英名を持つProatheris superciliarisはインドに分布しない（アフリカ産）のでこれではない。
作中では、問題の毒蛇はまだら模様で、頭の形はひし形であると表現されており、このような外見上の特徴やホームズの「Adder」呼びは問題の毒蛇がクサリヘビ科の蛇であることを連想させるが、クサリヘビ科の蛇の毒は主に出血毒で、咬まれると傷口が大きく腫れ上がり、被害者は死亡するまでに数時間から数日にわたって激痛に苦しむのが通常である。ところが、ヘレンの証言によると、2年前にジュリアが死んだ時には遺体には何の症状も見出されず、さらにロイロット博士は蛇に咬まれてから10秒以内に死んだと作中でホームズが語っており、問題の蛇の毒は明らかにクサリヘビ科の蛇の毒と異なっている。このように、咬まれた際に外見上の症状が見られず、しかも死亡するまでの時間が短いという毒の特徴は、むしろコブラ科の蛇が持つ神経毒に近いと見ることもできるが、実際にはコブラ科の蛇に咬まれた場合でも被害者が死亡するまでには20分～1時間程度かかるのが通常であり、人間が咬まれてから10秒以内に死亡するような毒蛇は現実には確認されていない。
なお、ドイルは本作のほかにも短編「悪魔の足」の中で、実在しない空想上の有毒植物を殺人の道具として登場させている。

## 外典 戯曲版『まだらの紐』と『ストーナー事件』
『まだらの紐』（まだらのひも、The Speckled Band : An Adventure of Sherlock Holmes）は、コナン・ドイル自身による同名の短編の戯曲版である。1910年6月4日にロンドンのアデルフィ劇場で初演され、1912年にサミュエル・フレンチ社から刊行された。
主演のホームズ役はH・A・セインツベリー、ライロット博士役はリン・ハーディング。上演は大成功となり、ウィリアム・ジレット脚本・主演の戯曲『シャーロック・ホームズ』を上回るできばえとの評価も獲得した。
基本的な筋は短編と同じであるが、ホームズに相談に行く前の話が新たに加えられたり、恐喝王ミルヴァートンが登場したりと、元の小説とはだいぶ変わっている。ワトスンの婚約者としてメアリー・モースタンの名が登場するという、珍しい場面もある。
戯曲版には第一稿として、『ストーナー事件』（ストーナーじけん、The Stonor Case）と題された細部が異なる作品がある。この二つの戯曲『まだらの紐』と『ストーナー事件』は、別々の経外典 (Apocrypha) として数えられている。

## ヘレン・ストーナーとワトスン

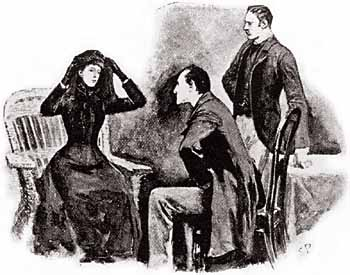
ヘレン・ストーナー - シドニー・パジェット画、『ストランド・マガジン』掲載の挿絵

正典におけるワトスンの結婚に関する記述には矛盾する内容があるため、ワトスンが何回結婚したのか、そしてその相手は誰であったのかについて様々な説が提唱されている。「まだらの紐」に登場するヘレン・ストーナーがワトスンの最初の妻であったとする説もその一つである。「まだらの紐」冒頭でヘレンが早世したと記され愛惜の感情が表現されていること、ヘレンはインドに住んでいた過去を持ち、一方ワトスンは軍医時代にインドで従軍していた経験を持つことなどがその根拠として挙げられる。外典である戯曲版『まだらの紐』では、ヘレンの名がイーニッドに変更されていて、ワトスンとインド時代に親交があったことになっている。ワトスンはイーニッドの姉が死んだ際に屋敷へと駆けつけ、何か問題が起きたら自分とホームズを頼るようイーニッドに助言する。